# Золотой лев за карьеру
Золотой лев за карьеру (итал. Leone d'Oro alla carriera) — награда, с 1969 года вручающаяся на Венецианском кинофестивале за совокупность кинематографических достижений.

## Лауреаты
- 1969 — почётный приз Луису Буньюэлю
- 1970 — почётный приз Орсону Уэллсу
- 1971 — Джон Форд, Марсель Карне и Ингмар Бергман
- 1972 — Чарли Чаплин, Анатолий Головня и Билли Уайлдер
- 1973—1981 — не присуждался
- 1982 — Алессандро Блазетти, Фрэнк Капра, Джордж Кьюкор, Жан-Люк Годар, Сергей Юткевич, Александр Клуге, Акира Куросава, Майкл Пауэлл, Сатьяджит Рай, Кинг Видор, Чезаре Дзаваттини и Луис Буньюэль
- 1983 — Микеланджело Антониони
- 1984 — не присуждался
- 1985 — Федерико Феллини, и специальный Золотой лев Мануэлу де Оливейре и Джону Хьюстону
- 1986 — Паоло и Витторио Тавиани
- 1987 — Луиджи Коменчини и Джозеф Лео Манкевич
- 1988 — Йорис Ивенс
- 1989 — Робер Брессон
- 1990 — Миклош Янчо и Марчелло Мастроянни
- 1991 — Марио Моничелли и Джан Мария Волонте
- 1992 — Фрэнсис Форд Коппола, Жанна Моро и Паоло Вилладжо
- 1993 — Клаудиа Кардинале, Роман Полански, Роберт Де Ниро и Стивен Спилберг
- 1994 — Кен Лоуч, Сузо Чекки Д'Амико и Аль Пачино
- 1995 — Вуди Аллен, Ален Рене, Мартин Скорсезе, Джузеппе Де Сантис, Гоффредо Ломбардо, Эннио Морриконе, Альберто Сорди и Моника Витти
- 1996 — Роберт Олтмен, Витторио Гассман, Дастин Хоффман и Мишель Морган
- 1997 — Жерар Депардьё, Стэнли Кубрик и Алида Валли
- 1998 — Софи Лорен, Анджей Вайда и Уоррен Битти
- 1999 — Джерри Льюис
- 2000 — Клинт Иствуд
- 2001 — Эрик Ромер
- 2002 — Дино Ризи
- 2003 — Дино Де Лаурентис и Омар Шариф
- 2004 — Мануэл де Оливейра и Стэнли Донен
- 2005 — Хаяо Миядзаки и Стефания Сандрелли
- 2006 — Дэвид Линч
- 2007 — Бернардо Бертолуччи и Тим Бёртон
- 2008 — Эрманно Ольми
- 2009 — Джон Лассетер
- 2010 — Джон Ву
- 2011 — Марко Беллоккьо
- 2012 — Франческо Рози
- 2013 — Уильям Фридкин
- 2014 — Тельма Скунмейкер и Фредерик Уайзман
- 2015 — Бертран Тавернье
- 2016 — Жан-Поль Бельмондо и Ежи Сколимовский
- 2017 — Джейн Фонда и Роберт Редфорд
- 2018 — Дэвид Кроненберг и Ванесса Редгрейв
- 2019 — Джули Эндрюс и Педро Альмодовар
- 2020 — Энн Хёй и Тильда Суинтон
- 2021 — Роберто Бениньи и Джейми Ли Кёртис
- 2022 — Катрин Денёв и Пол Шредер.
- 2023 — Лилиана Кавани и Тони Люн Чу Вай
- 2024 — Сигурни Уивер и Питер Уир